# Episodi di Arcibaldo (ottava stagione)

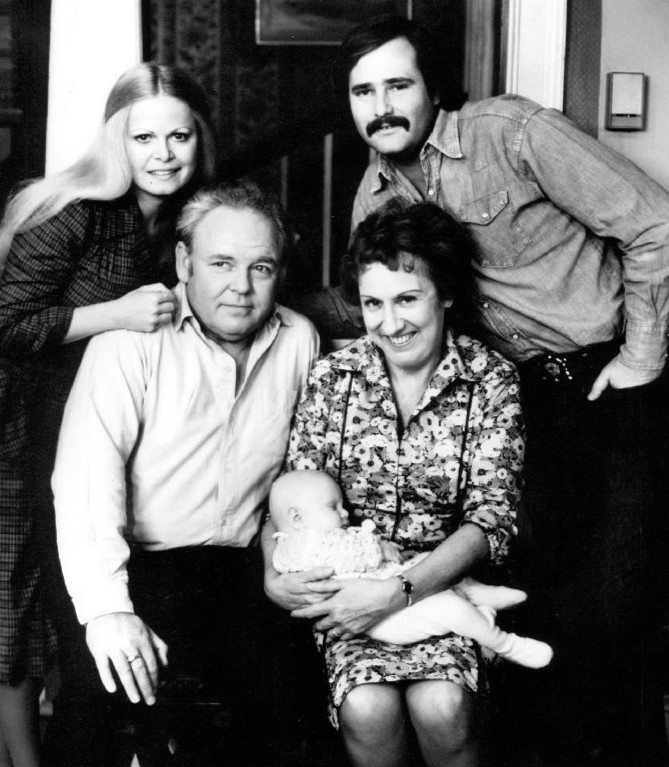
The Bunkers & gli Stivics: in piedi, Gloria (Sally Struthers) e Michael (Rob Reiner); seduti, Archie (Carroll O'Connor) e Edith (Jean Stapleton) con il piccolo Joey.

La ottava stagione della serie televisiva Arcibaldo è stata trasmessa negli Stati Uniti d'America dal 2 ottobre 1977 al 19 marzo 1978 sulla CBS, posizionandosi al 6º posto nei rating Nielsen di fine anno con il 24,4% di penetrazione.
In Italia la stagione è andata in onda nel 1985 su Canale 5.
| nº | Titolo originale                                 | Titolo italiano                               | Prima TV USA     | Prima TV Italia |
| -- | ------------------------------------------------ | --------------------------------------------- | ---------------- | --------------- |
| 1  | Archie Gets the Business: Part 1                 | Archie ottiene il business (parte 1)          | 2 ottobre 1977   | 1985            |
| 2  | Archie Gets the Business: Part 2                 | Archie ottiene il business (parte 2)          | 2 ottobre 1977   | 1985            |
| 3  | Cousin Liz                                       | La cugina Liz                                 | 9 ottobre 1977   | 1985            |
| 4  | Edith's 50th Birthday: Part 1                    | Il 50º compleanno di Edith (parte 1)          | 16 ottobre 1977  | 1985            |
| 5  | Edith's 50th Birthday: Part 2                    | Il 50º compleanno di Edith (parte 2)          | 16 ottobre 1977  | 1985            |
| 6  | Unequal Partners                                 | Partner disuguali                             | 23 ottobre 1977  | 1985            |
| 7  | Archie's Grand Opening                           | L'inaugurazione dell'Archie's Place           | 30 ottobre 1977  | 1985            |
| 8  | Archie's Bitter Pill: Part 1                     | Pillole amare (parte 1)                       | 6 novembre 1977  | 1985            |
| 9  | Archie's Bitter Pill: Part 2: Archie's Road Back | Pillole amare (parte 2)                       | 13 novembre 1977 | 1985            |
| 10 | Archie and the KKK: Part 1                       | Archie e il KKK (parte 1)                     | 27 novembre 1977 | 1985            |
| 11 | Archie and the KKK: Part 2                       | Archie e il KKK (parte 2)                     | 4 dicembre 1977  | 1985            |
| 12 | Mike and Gloria Meet                             | Flashback: Il primo incontro di Gloria e Mike | 11 dicembre 1977 | 1985            |
| 13 | Edith's Crisis of Faith: Part 1                  | Crisi di fede (parte 1)                       | 25 dicembre 1977 | 1985            |
| 14 | Edith's Crisis of Faith: Part 2                  | Crisi di fede (parte 2)                       | 25 dicembre 1977 | 1985            |
| 15 | The Commercial                                   | Lo spot                                       | 8 gennaio 1978   | 1985            |
| 16 | Super Bowl Sunday                                | La domenica del Super Bowl                    | 15 gennaio 1978  | 1985            |
| 17 | Aunt Iola's Visit                                | La zia Iola                                   | 22 gennaio 1978  | 1985            |
| 18 | Love Comes to the Butcher                        | L'amore viene dal macellaio                   | 5 febbraio 1978  | 1985            |
| 19 | Two's a Crowd                                    | Rinchiusi                                     | 12 febbraio 1978 | 1985            |
| 20 | Stale Mates                                      | La seconda luna di miele                      | 19 febbraio 1978 | 1985            |
| 21 | Archie's Brother                                 | Il fratello di Archie                         | 26 febbraio 1978 | 1985            |
| 22 | Mike's New Job                                   | Il nuovo lavoro di Mike                       | 5 marzo 1978     | 1985            |
| 23 | The Dinner Guest                                 | Mike e Gloria si separano                     | 12 marzo 1978    | 1985            |
| 24 | The Stivics Go West                              | Arrivederci Stivics                           | 19 marzo 1978    | 1985            |